# April McClain-Delaney
April Lynn McClain, coniugata Delaney (Buhl, 28 maggio 1964), è una politica statunitense, membro della Camera dei Rappresentanti per lo stato del Maryland dal 2025.

## Biografia

### Formazione e primi anni

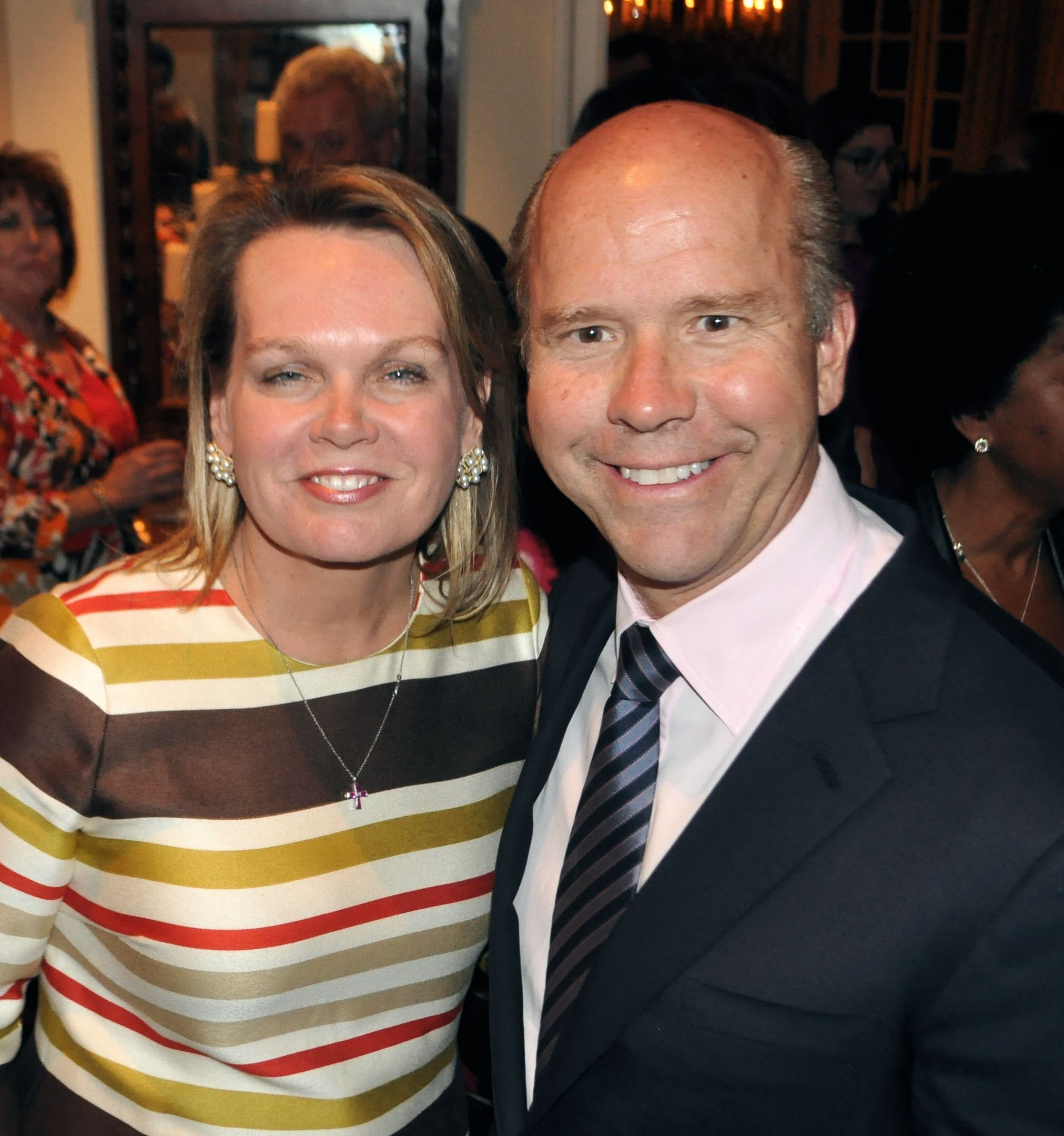
April McClain-Delaney e suo marito John Delaney nel 2015

Nata nell'Idaho, figlia di un coltivatore di patate, April McClain frequentò la Northwestern University usufruendo di una borsa di studio e si laureò in scienze della comunicazione nel 1986. Successivamente, conseguì la laurea in giurisprudenza presso l'Università di Georgetown. Qui incontrò quello che poi sarebbe divenuto suo marito, John Delaney, con il quale fondò il Delaney Post-Graduate Residency Program, un programma di mentoring per aiutare i neolaureati a trovare impiego. Dal matrimonio nacquero quattro figlie: Summer, Brooke, Lily e Grace.

### Vita professionale
Per gran parte della sua carriera, April McClain-Delaney esercitò la professione di avvocato, specializzandosi sul tema dei mass media. Nel 2006 fondò a Washington una sezione di Common Sense Media, un'organizzazione senza fini di lucro mirata a considerare gli effetti dei media sui bambini. A gennaio del 2022, il Presidente Joe Biden le affidò un posto all'interno del Dipartimento del Commercio, come vice amministratore della National Telecommunications and Information Administration, ruolo che lei svolse fino alle sue dimissioni nel settembre 2023.
Durante il servizio pubblico di suo marito come deputato al Congresso, April McClain-Delaney fu presidente del Congressional Club's First Lady Luncheon. Quando John Delaney si candidò alle elezioni presidenziali del 2020, gli organi di stampa sottolinearono il ruolo "anormalmente attivo" di sua moglie April nella campagna elettorale.

### Carriera politica

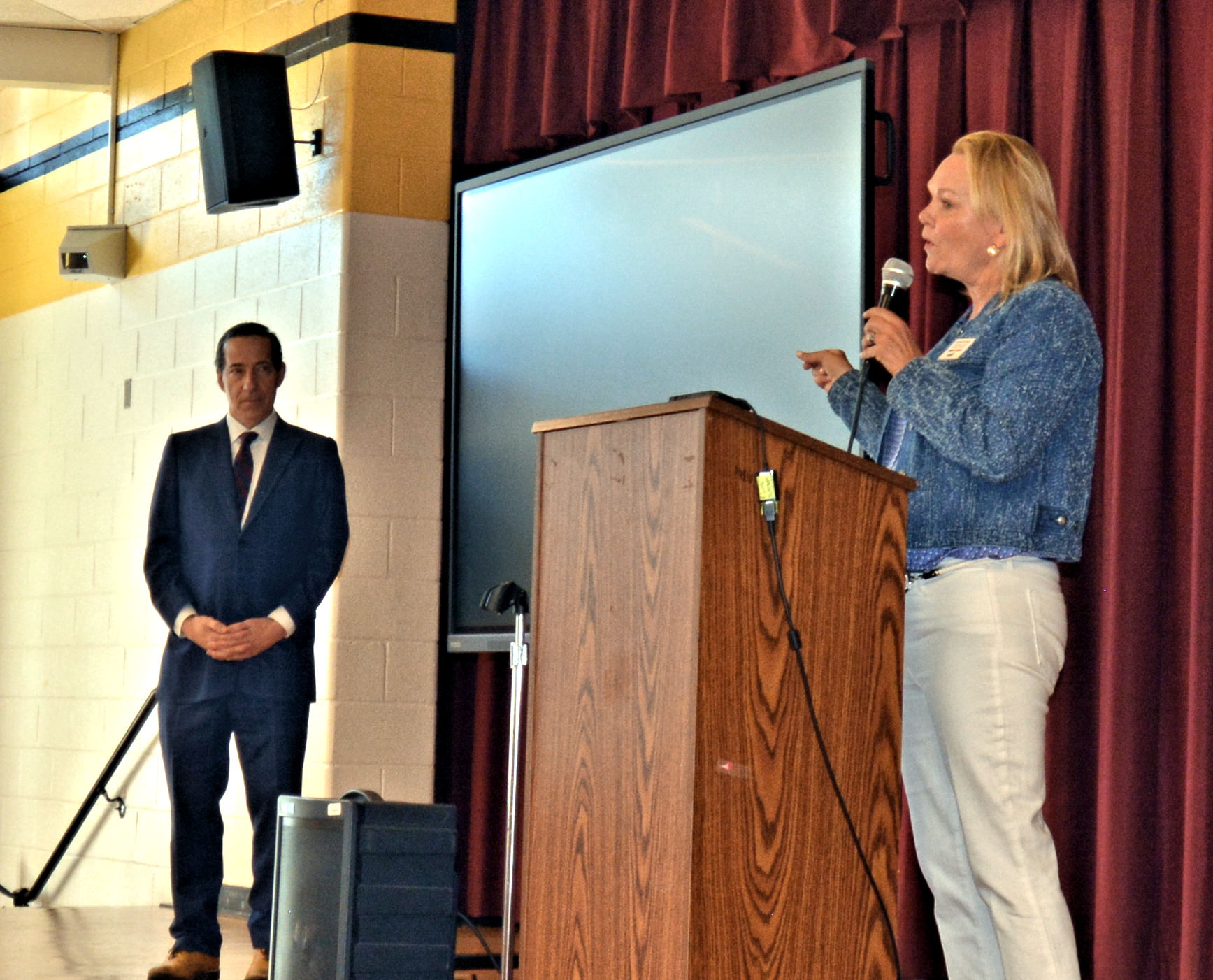
April McClain-Delaney ad un comizio con Jamie Raskin

A settembre del 2023, venne riportata l'indiscrezione secondo cui April McClain-Delaney fosse in procinto di dimettersi dall'incarico presso il Dipartimento del Commercio per candidarsi al Congresso per il seggio dell'uscente David Trone, a sua volta candidatosi al Senato. La donna annunciò ufficialmente la propria candidatura alla Camera dei Rappresentanti nel successivo mese di ottobre, concorrendo per lo stesso distretto congressuale che suo marito aveva rappresentato dal 2013 al 2019. Le primarie del Partito Democratico per quel seggio videro una partecipazione piuttosto consistente: oltre ad April McClain-Delaney, infatti, figuravano altri sedici candidati. La signora Delaney ricevette il sostegno dell'ex Speaker della Camera Nancy Pelosi, del deputato Jamie Raskin e del Washington Post.
April McClain-Delaney fu la candidata maggiormente finanziata nella competizione, raccogliendo oltre due milioni di dollari di fondi per la campagna elettorale, di cui più di un milione era frutto di auto-finanziamento. Uno dei suoi avversari nelle primarie, Joe Vogel, che venne definito dalla stampa come il favorito per la vittoria insieme a lei, criticò l'uso di fondi personali per la campagna, accusandola di "comprare la sua strada verso la vittoria". Tramite i suoi portavoce, April McClain-Delaney rispose accusando Vogel di essere finanziato da "denaro oscuro" e di condurre una "campagna vecchia, stanca e negativa".
Al termine della competizione, April McClain-Delaney prevalse sui contendenti raccogliendo il 40,4% dei voti; Vogel si piazzò secondo con il 26,3%. Nelle elezioni generali, affrontò come avversario il repubblicano Neil Parrott, che era alla sua terza candidatura per quel seggio. La sfida venne individuata dalla stampa come la più competitiva dello stato in quella tornata elettorale. Nelle elezioni generali, McClain-Delaney sfruttò a suo favore l'esperienza maturata al Dipartimento del Commercio e criticò le posizioni di Parrott sull'aborto, l'antisemitismo e le questioni LGBT. Così come avvenuto nelle primarie, continuò ad autofinanziare la sua campagna elettorale tramite sostanziose donazioni, spendendo cinque volte più denaro dell'avversario. Il giorno delle elezioni, April McClain-Delaney sconfisse Neil Parrott con il 53,2% delle preferenze. Lei e Sarah Elfreth divennero le prime donne a rappresentare il Maryland alla Camera dei Rappresentanti dal 2016, quando Donna Edwards aveva lasciato il suo seggio per candidarsi infruttuosamente al Senato.
Prima dell'insediamento del 119º Congresso, April McClain-Delaney si candidò alla presidenza della classe delle matricole, perdendo contro la collega deputata dell'Arizona Yassamin Ansari per 23 a 10.

### Posizioni politiche
Shannon Bream di Fox News definì April McClain-Delaney come una democratica centrista. La stessa McClain-Delaney in campagna elettorale utilizzò lo slogan "Common sense, common ground" ("senso comune, terreno comune") a sottolineare la sua tendenza bipartisan.
In tema di sicurezza, sostenne l'aumento di risorse alle strutture dedicate alla salute mentale e ai programmi di prevenzione della violenza, che secondo lei affronterebbero le cause profonde del crimine. Affermò la necessità di finanziare maggiormente le forze di polizia e di investire nella formazione degli agenti per il contrasto alla criminalità. Per quanto attiene alla violenza armata, auspicò una legislazione di buon senso sulla sicurezza delle armi, proteggendo al contempo i diritti dei proprietari di armi ed appoggiò le limitazioni sulle armi d'assalto.

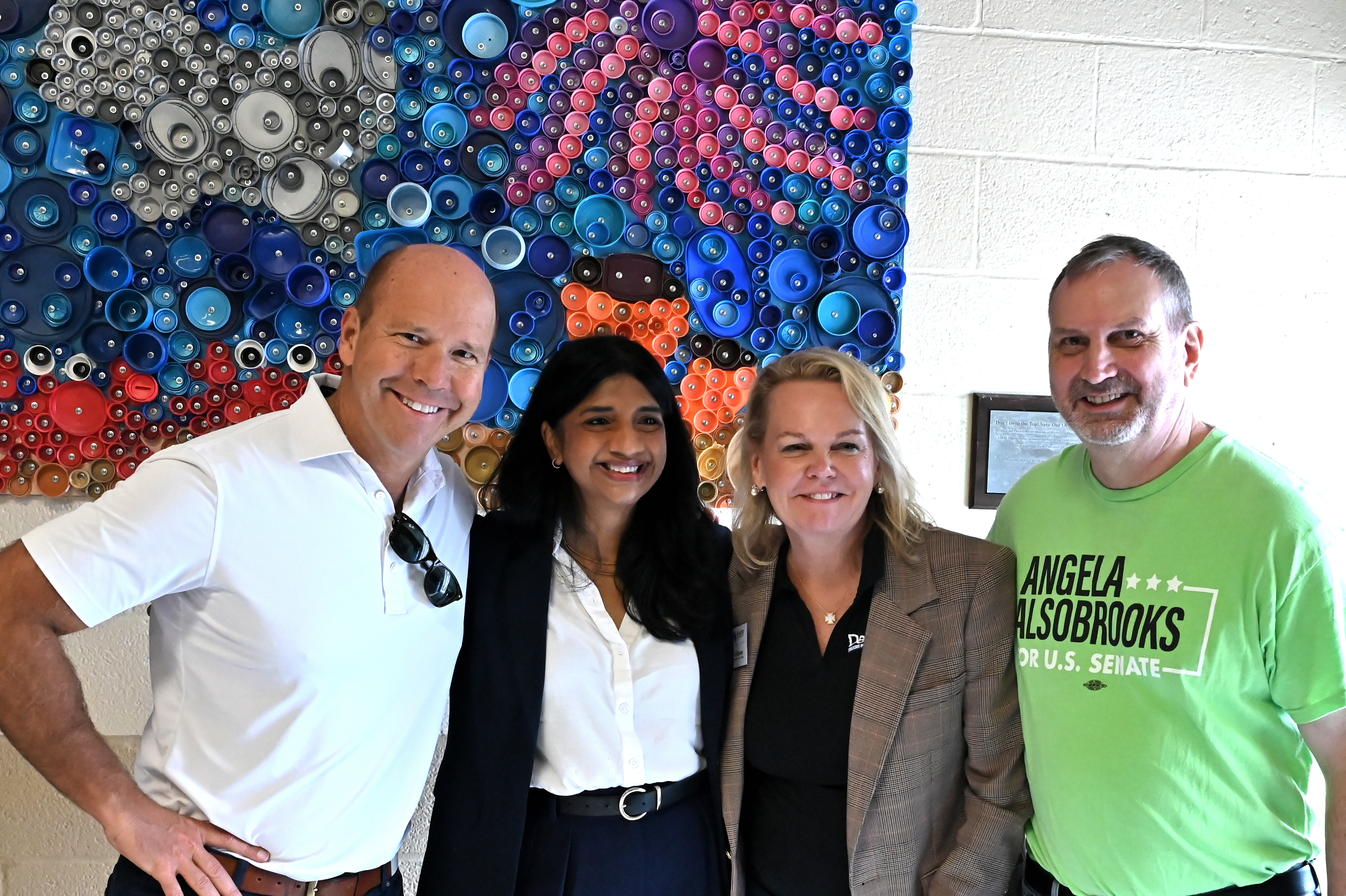
April McClain-Delaney e la vicegovernatrice Aruna Miller con i rispettivi mariti nel 2024

In materia di istruzione, si espresse in modo favorevole all'asilo nido universale, al community college gratuito e all'espansione dei programmi di formazione professionale nelle scuole. Affermò inoltre l'importanza dell'intervento del governo federale per ridurre il costo dell'istruzione superiore, soprattutto per gli studenti provenienti da contesti svantaggiati.
Favorevole all'aumento dei finanziamenti per l'EPA e la ricerca scientifica sul cambiamento climatico, sostenne l'implementazione di incentivi fiscali per gli investimenti nelle tecnologie di decarbonizzazione e la transizione verso l'economia verde e i veicoli elettrici.
Sui temi economici, favorì la deregolazione per le piccole imprese e la garanzia di salvaguardie circa le Big Tech. Riguardo all'aumento del debito pubblico, affermò che le colpe fossero sia dei democratici sia dei repubblicani e propose di ridurre il deficit tramite tagli al bilancio e riforme del sistema di previdenza sociale.
Si disse favorevole al rafforzamento della NATO e all'invio di aiuti all'Ucraina nel contesto del conflitto russo-ucraino.
Nell'ottobre del 2023, all'indomani dell'attacco guidato da Hamas contro Israele, April McClain-Delaney espresse sostegno a Israele e al suo diritto di difendersi, sottoscrisse una lettera che chiedeva all'Egitto di creare zone umanitarie nella striscia di Gaza ed esortò il Congresso ad approvare una legislazione per fornire ulteriori aiuti umanitari e assistenza ai sistemi di difesa missilistica israeliani. Condannò la retorica anti-israeliana e condivise gli appelli del procuratore generale di New York Letitia James per una maggiore moderazione sulle piattaforme dei social media al fine di rimuovere l'incitamento all'odio e la propaganda associati agli attacchi di Hamas. Affermò di essere solidale per le morti tra i civili a Gaza, Israele e Libano, ma si oppose alle richieste di cessate il fuoco immediato nella guerra Israele-Hamas. Deprecò le proteste a favore della Palestina nei campus universitari e invitò i rettori universitari, le forze dell'ordine e i leader politici a proteggere gli studenti ebrei frequentanti tali campus.
Criticò aspramente l'ex presidente Donald Trump e il Partito Repubblicano per aver affossato un disegno bipartisan sulla riforma dell'immigrazione che era stato elaborato al Senato e si definì favorevole ad investire maggiormente nella sicurezza delle frontiere.
Si schierò a favore dell'istituzione di un programma federale di copertura sanitaria universale e firmò un impegno del Maryland Healthcare for All a sostenere la legislazione per estendere le prestazioni sanitarie fornite dall'Inflation Reduction Act oltre il 2025. Sempre in materia sanitaria, si definì "una convinta sostenitrice dei diritti riproduttivi e del diritto delle donne all'aborto", promettendo di lavorare da deputata per garantire l'assistenza sanitaria riproduttiva in maniera legale, sicura e accessibile. A questo proposito, citò un'esperienza personale di gravidanza extrauterina che avrebbe potuto provocarle gravi danni se il suo diritto all'aborto fosse stato vietato da leggi restrittive in materia.
In tema di diritti civili, affermò il suo sostegno incondizionato ai matrimoni gay e ai percorsi di affermazione di genere, affermando di essere al fianco della comunità LGBTQI+ e di ritenere che i loro diritti fossero sotto attacco.